# Liste der Biografien/Jaz
Liste der Biografien |
Portal Biografien |
Personensuche
# |
A |
B |
C |
D |
E |
F |
G |
H |
I |
J |
K |
L |
M |
N |
O |
P |
Q |
R |
S |
T |
U |
V |
W |
X |
Y |
Z |
?
 
Ja |
Jb |
Jd |
Je |
Jh |
Ji |
Jj |
Jl |
Jn |
Jm |
Jo |
Jp |
Jr |
Js |
Jt |
Ju |
Jv |
Jw |
Jy
 
Jaa |
Jab |
Jac |
Jad |
Jae |
Jaf |
Jag |
Jah |
Jai |
Jaj |
Jak |
Jal |
Jam |
Jan |
Jao |
Jap |
Jaq |
Jar |
Jas |
Jat |
Jau |
Jav |
Jaw |
Jax |
Jay |
Jaz

## Jaz
Die Liste der Biografien führt alle Personen auf, die in der deutschsprachigen Wikipedia einen Artikel haben. Dieses ist eine Teilliste mit 34 Einträgen von Personen, deren Namen mit den Buchstaben „Jaz“ beginnt.

### Jaza
- Jazama, Girley (* 1984), namibische Schauspielerin und Filmproduzentin

### Jazb
- Jazbec, Janez (* 1984), slowenischer Skirennläufer
- Jazbec, Josip (* 1995), kroatischer Eishockeyspieler

### Jazd
- Jazdzewski, Ernst (1907–1995), deutscher Illustrator, Karikaturist und Pressezeichner
- Jazdzewski, Ludwig von (1838–1911), polnischer katholischer Theologe; Mitglied des Preußischen Abgeordnetenhauses, MdR

### Jaze
- Jazeek (* 1999), deutscher Rapper
- Jazenjuk, Arsenij (* 1974), ukrainischer Politiker, ehemaliger Ministerpräsident sowie Außenminister der UkraineArsenij Jazenjuk (* 1974)

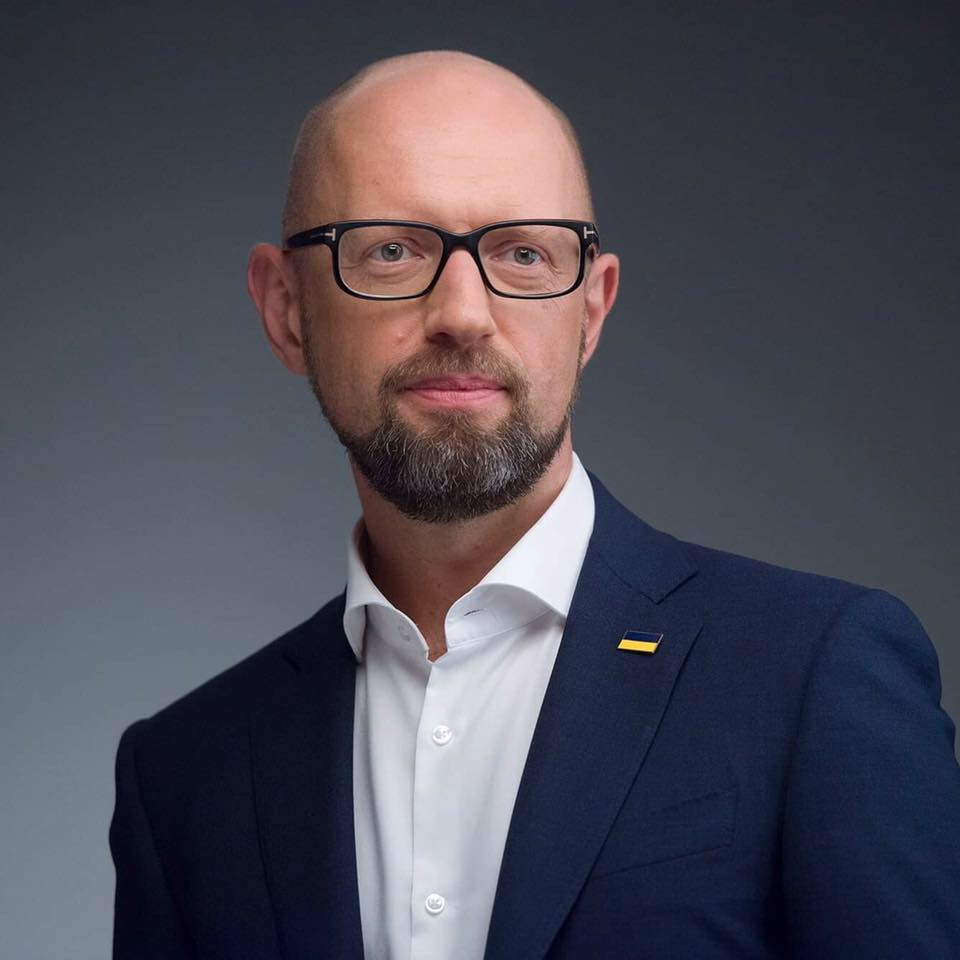
Arsenij Jazenjuk (* 1974)

- Jazenko, Iwan Jurjewitsch (* 1992), russischer Eishockeyspieler
- Jazenko, Oleksandr (* 1985), ukrainischer Fußballspieler
- Jazenko, Polina Wjatscheslawowna (* 2003), russische Tennisspielerin
- Jazet, Erik (* 1971), niederländischer Hockeyspieler
- Jazewitsch, Alexander (* 1956), sowjetisch-russischer Hürdenläufer
- Jazewitsch, Nastassja (* 1985), belarussische Geherin

### Jazi
- Jazi, Dali (1942–2007), tunesischer Jurist, Hochschullehrer und Minister
- Jazić, Ante (* 1976), kanadischer Fußballspieler
- Jazinska, Wessela (* 1951), bulgarische Leichtathletin
- Jaziri, Ahmed (* 1997), tunesischer Leichtathlet
- Jaziri, Malek (* 1984), tunesischer Tennisspieler
- Jaziri, Seifeddine (* 1993), tunesischer Fußballspieler
- Jaziri, Ziad (* 1978), tunesischer Fußballspieler

### Jazk
- Jazkaja, Oxana (* 1978), kasachische Skilangläuferin
- Jazkiw, Jaroslaw (* 1940), sowjetisch-ukrainischer Astronom und Geodynamiker
- Jazkow, Anatoli Antonowitsch (1913–1993), sowjetischer Diplomat und Spion

### Jazl
- Jazłowiecka, Danuta (* 1957), polnische Politikerin, Mitglied des Sejm, MdEP

### Jazn
- Jazn (* 1995), deutscher Rapper

### Jazo
- Jazo Ceballos, Rafael (1935–2015), mexikanischer Unternehmer und Fußballfunktionär

### Jazv
- Jazvić, Filip (* 1990), kroatischer Fußballspieler

### Jazy
- Jazy, Michel (1936–2024), französischer Leichtathlet
- Jazy, Nina (* 2005), deutsche Schwimmerin

### Jazz
- Jazz Gitti (* 1946), österreichische Musikantin, Sängerin und Geschäftsfrau
- Jazze Pha (* 1972), US-amerikanischer Hip-Hop-, Funk-, Soul- und R&B-Musiker
- Jazzmin, deutsche Sängerin
- Jazzy (* 1975), deutsche Pop-Rap-SängerinJazzy (* 1975)

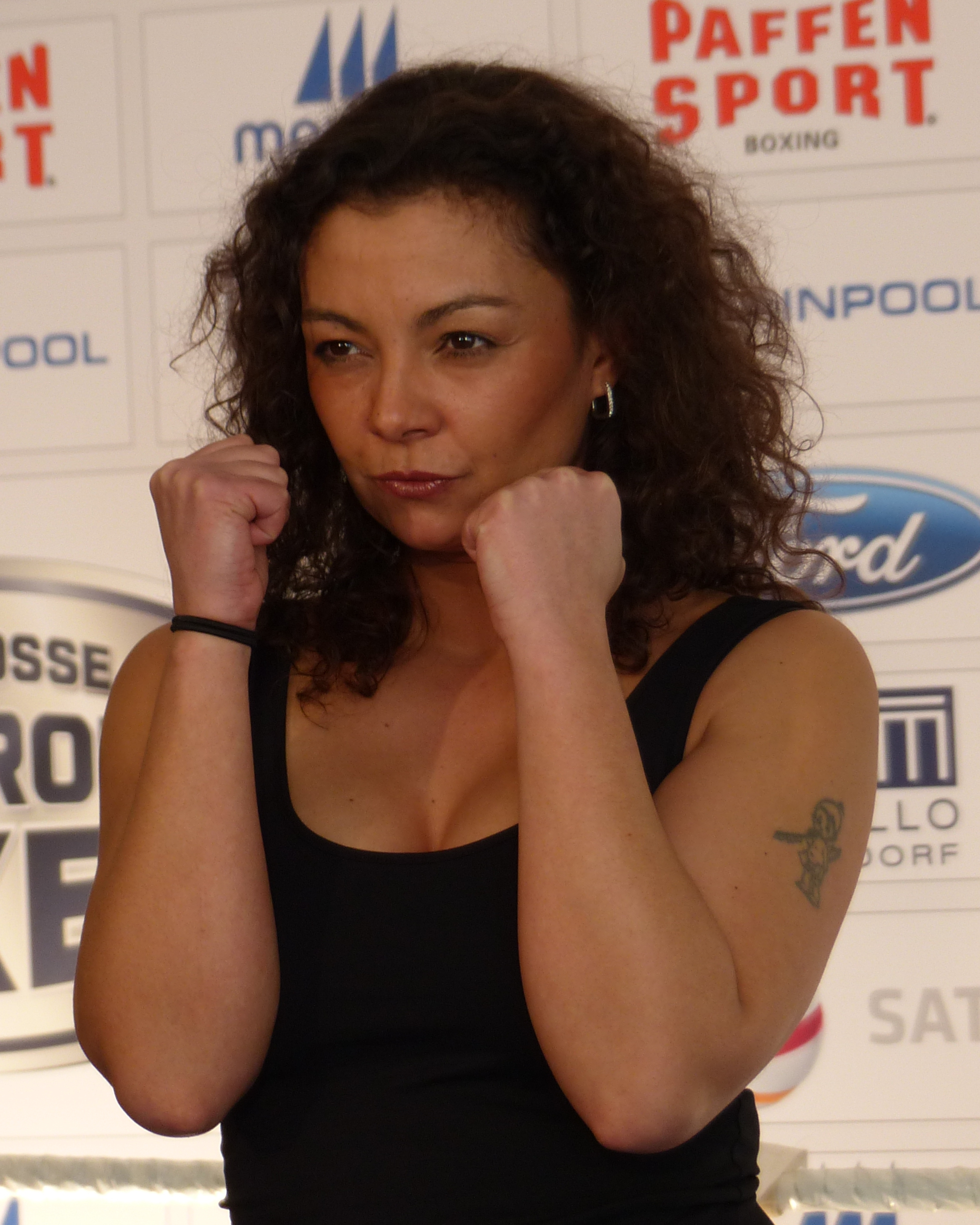
Jazzy (* 1975)

- Jazzy (* 1996), irische Sängerin